# Villa Fiorita (romanzo)
Villa Fiorita è un romanzo del 1963 scritto da Rumer Godden. È stato pubblicato per la prima volta nel 1963 dalla casa editrice britannica Macmillan. In Italia è stato pubblicato per la prima volta nel 1965 dalla casa editrice Dall'Oglio.

## Trama
Fanny abbandona marito e figli per andare a vivere con un altro uomo, Rob Quillet. I due figli della donna, Hugh e Caddie scappano di casa e si recano alla dimora dell'uomo, Villa Fiorita, sita sul Lago di Garda, determinati ad intraprendere una guerra con l'uomo per riportarsi a casa la loro madre. Troveranno una valida alleata in Pia, la figlia di Rob.

## Al Cinema
Il romanzo, con alcune differenze, è stato trasportato sullo schermo nel 1965 nel film Accadde un'estate, diretto da Delmer Daves ed interpretato da Maureen O'Hara e Rossano Brazzi.